# Eisenbahnbrücke Asnières
Die Eisenbahnbrücke Asnières (französisch pont ferroviaire d'Asnières) überquert die Seine im Département Hauts-de-Seine im Nordwesten von Paris. Ihr Widerlager am rechten Seine-Ufer  steht auf der Grenze der Gemeinden Levallois-Perret und Clichy, ihr Widerlager am linken Seine-Ufer steht in Asnières-sur-Seine kurz vor dem gleichnamigen Bahnhof. Die Brücke überquert außerdem die mehrspurigen Uferstraßen Quai Michelet und Quai de Clichy auf der rechten und Quai du Docteur Dervaux auf dem linken Ufer in einer durch überwiegend kommerzielle Bebauung geprägten Umgebung. Etwa 100 m unterhalb von ihr steht die Pont d’Asnières für den Straßenverkehr.

## Beschreibung
Die Brücke ist mit ihren zehn Gleisen eine der breitesten Eisenbahnbrücken Frankreichs. Sie dient den Eisenbahnstrecken, die vom Gare Saint-Lazare in Paris in die westlichen Pariser Vororte zwischen Pontoise im Norden und Versailles im Süden sowie in große Teile der Normandie führen. Unter anderen wird sie von den Linien J und L des Transilien-Netzes und der Bahnstrecke Paris–Le Havre benutzt.
Die heutige, auf eine grundlegende Renovierung von 1979 bis 1981 zurückgehende Eisenbahnbrücke  hat fünf Brückenfelder über der Seine mit einer Länge von insgesamt 160 m und weitere vier Felder über den Uferstraßen. Die Brücke ist insgesamt rund 300 m lang und 38 m breit. Sie besteht aus mehreren parallelen Stahl-Vollwandträgern auf mit Naturstein verkleideten Pfeilern. Auffallend sind die an ihren Seiten angebrachten, hoch über sie hinausragenden Masten für die Oberleitungen der zehn Gleise.

## Geschichte

### Brücke von 1837
Im Zuge des Baus der Eisenbahn von Paris nach Saint-Germain-en-Laye bzw. zunächst nur nach Le Pecq unter Leitung von Eugène Flachat wurde von 1836 bis 1837 eine Brücke mit vier steinernen Pfeilern und einem hölzernen Überbau aus fünf Segmentbögen errichtet. Die Holzkonstruktion ließ sich schneller und mit erheblich geringeren Investitionskosten errichten als alle anderen Bauweisen. Jedoch zeigten sich bald die Nachteile, dass die Holzverbindungen unter den von den Zügen verursachten ständigen Lastwechseln ausleierten und die unter dem Schotterbett ständig feuchten Hölzer bald verrotteten.
Man hatte deshalb 1847 mit größeren Reparaturen begonnen, als ein Bogen der Brücke während der Februarrevolution von 1848 von Seineschiffern abgebrannt wurde, die sich durch die Eisenbahn um ihre Einkünfte gebracht sahen. Da der nächste Bogen keinen seitlichen Gegendruck mehr hatte, stürzte auch er und anschließend in einer Kettenreaktion die ganze Brücke ein. Flachat ersetzte sie innerhalb von nur 45 Tagen durch ein Provisorium aus Holz und Eisen und bereitete gleichzeitig den Bau einer neuen Brücke vor.

### Brücke von 1852

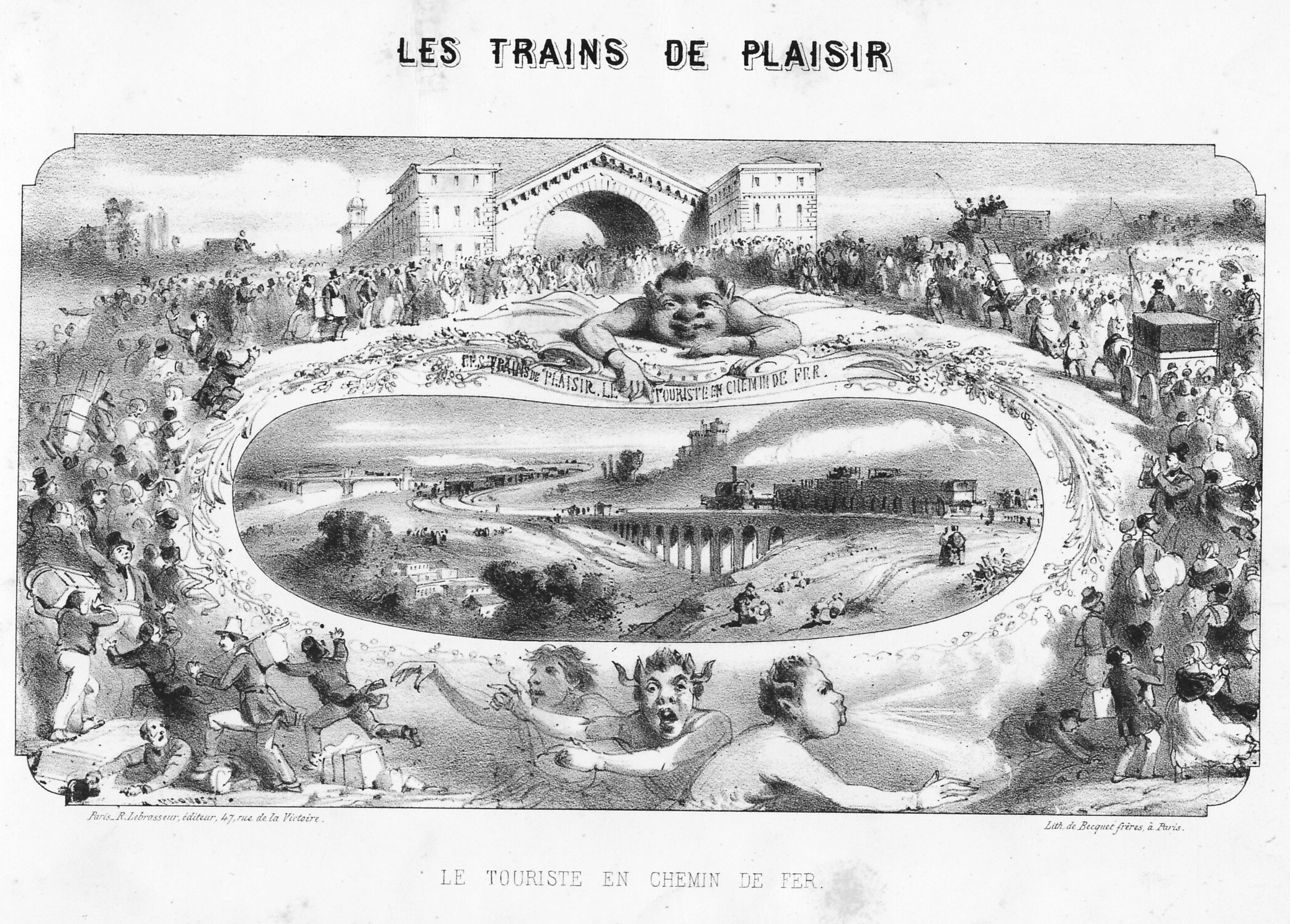
Zeitgenössische Werbung für die Eisenbahn

Innerhalb von fünf Jahren wurde eine neue Brücke mit vier Gleisen erbaut, um der zunehmenden Bedeutung der Eisenbahn für die westlichen Vororte von Paris gerecht zu werden. Sie wurde nach den Plänen von Eugène Flachat und den Berechnungen von Émile Clapeyron durch das Unternehmen von Ernest Goüin errichtet, der späteren Société de Construction des Batignolles und heutigen Spie Batignolles. Die 1852 eröffnete Brücke war Frankreichs erste schmiedeeiserne Brücke, zuvor hatte es nur einige gusseiserne Brücken gegeben. Sie war von Robert Stephensons Britanniabrücke beeinflusst und dadurch Frankreichs erste Hohlkastenbrücke, die ihrerseits wieder das Vorbild der Eisenbahnbrücken in Langon und in Moulins (Allier) wurde.
Aus seinen Berechnungen für die Eisenbahnbrücke Asnières entwickelte Clapeyron die Dreimomentengleichung am Durchlaufträger.
Die Eisenkonstruktion wurde innerhalb der bestehenden, provisorischen Holzbrücke eingebaut, ohne den Zugverkehr wesentlich zu beeinträchtigen.
Die insgesamt 168 m lange Brücke, bei der die Fundamente der Vorgängerin für die vier Pfeiler verwendet werden konnten, hatte wiederum fünf Brückenfelder mit Spannweiten von 31,40 m, die von 5 parallelen, durchgehenden, aus gewalzten Blechen genieteten Hohlkästen mit obenliegenden Gleisen überspannt wurden. Die Hohlkästen waren 2,28 m hoch, 0,70 m breit und bestanden aus 7 mm starkem Blech. Sie waren in Achsabständen von 3,10 + 3,00 + 3,00 + 3,10 m, insgesamt also von 12,20 m angeordnet und untereinander durch Verstrebungen in Form von Andreaskreuzen versteift. Die Brücke hatte eine lichte Höhe (Durchfahrtshöhe) von 9,76 m.
Die neue Brücke stieß bei der etablierten staatlichen Bauverwaltung auf erhebliche Kritik, überstand aber die zunehmenden Verkehrslasten bis zu ihrer Überholung und Erweiterung nach rund sechzig Jahren.

#### Post-Impressionismus
Diese 1852 eröffnete Eisenbahnbrücke von Asnières findet sich in Werken französischer Maler des Post-Impressionismus.

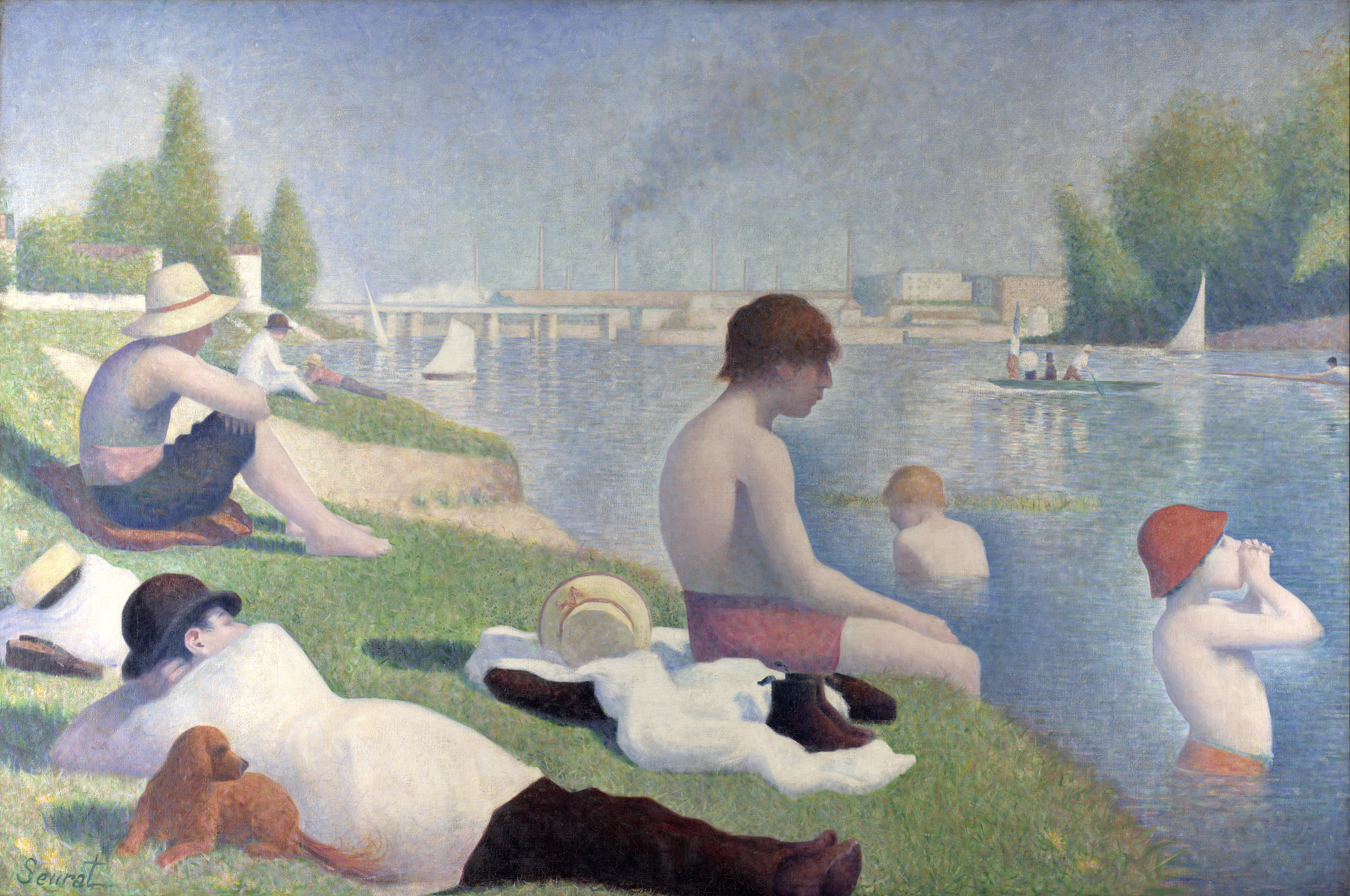
Une baignade à Asnières Georges Seurat, 1884
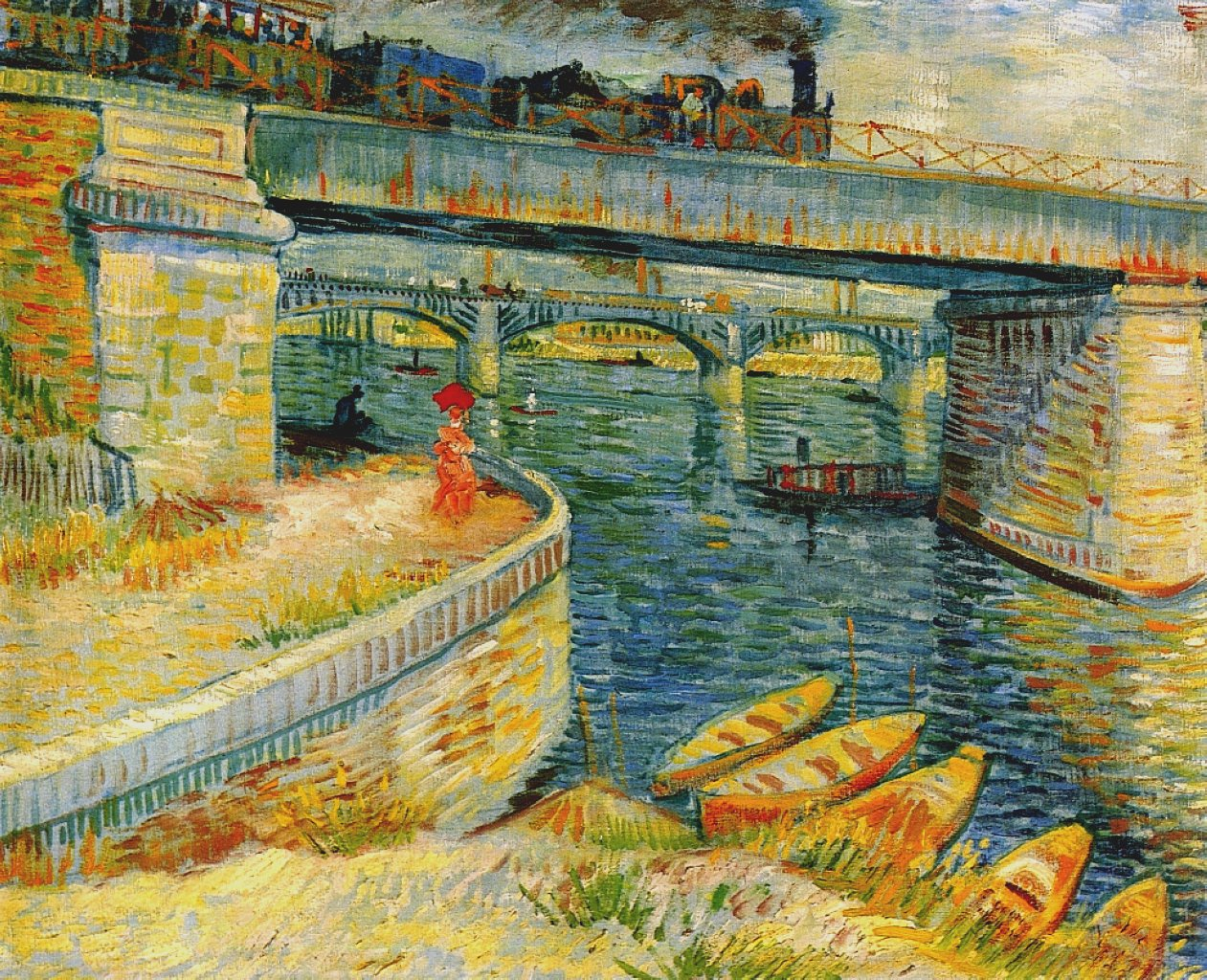
Le Pont d'Asnières Vincent van Gogh, 1887

### Erweiterungen
Der zunehmende Verkehr führte nicht nur zu einer etappenweisen Erweiterung des Gare Saint Lazare, sondern auch der Brücke: 1911–1913 wurde sie auf sechs Gleise verbreitert, 1928 schließlich auf zehn Gleise. Im Jahr 2015 soll die Brücke teilweise erneuert und nochmals erweitert werden.

## Sonstiges
Die Eisenbahnbrücke von Asnières steht seit 1995 unter Denkmalschutz.